# 李明德 (政治人物)
李明德（1933年8月16日—2018年5月19日），男，汉族，四川泸州人，中华人民共和国政治人物，曾任中华全国工商业联合会常务委员，云南省人民政府秘书长、省政府办公厅党组书记，云南省政协原副主席。